# Moulin d'Olivet
Le moulin d'Olivet est un moulin à eau du XVIIIe siècle, situé au point le plus bas (150 m) de la commune d'Orbigny dans le département l'Indre-et-Loire, région Centre.

## Histoire
L’utilisation de la force motrice de l'eau est extrêmement ancienne. En France, au Moyen Âge (du Ve au XVe siècle), les maîtres d’œuvre de l'époque, souvent des moines, dotèrent leurs abbayes de multiples aménagements hydrauliques. 
Le rudimentaire mécanisme de base du moulin médiéval reste le même pendant près de 1 000 ans : une roue hydraulique couplée à un rouet transmet le mouvement rotatif à l'axe vertical qui anime le système de mouture. C'est la première machine inventée par l'homme, et le moulin hydraulique faisant de blé farine en est le type le plus ancien.
La meunerie — artisanat consistant à transformer les céréales en farine — figure parmi les activités agro-alimentaires les plus anciennes de l'humanité. Du latin mola, un moulin est à l'origine l'ensemble des deux meules permettant la mouture des céréales. Le moulin est au sens le plus ancien du terme machine à écraser entre deux meules les produits les plus divers, principalement végétaux: céréales, mais aussi du malt, des olives, des noix, des graines de moutarde ou d’œillette, pastel, voire des pierres, etc. Dès lors, on constate un réel essor de l'économie rurale dont le moulin se trouve être, du XIIe au XIXe siècle, le moteur, toute l'économie étant basée sur les ressources de l'eau des rivières.
La mention la plus ancienne du moulin d’Olivet se trouve dans un acte rédigé par René Thenon, notaire à Tours et datant du 24 décembre 1763. Le moulin est alors une propriété de la collégiale Saint-Martin de Tours,Dans le cadastre municipal, le moulin d'Olivet est cité en 1828 (Cadastre napoléonien) avec la description : "Moulin d'Olivet, une usine destinée à moudre le blé, sur le ruisseau d'Olivet, dans la commune d'Orbigny." Le Moulin a utilisé la force de l'eau de la rivière Olivet, un affluent de l'Indrois.

## L'héritage culturel
La maison du meunier fait partie d'une ferme traditionnelle typique de la région Touraine, composée d'une maison (souvent une longère) et de plusieurs bâtiments agricoles (grange, écurie...) organisés autour d'une cour ouverte. En raison de l'intérêt historique de son architecture historique, Le Moulin d'Olivet est inclus dans un livre publié sur la Touraine et ses traditions.
Autres éléments notables de l'architecture :
- Large ouverture de la longère, permettant autrefois de rentrer tombereaux et charrettes
- Maçonnerie et plâtre (murs en moellons enduits et des pierres de taille)
- Fenêtres et linteaux traditionnels
- Plafonds poutres
- Four à pain en forme hémisphérique
- Niveaux d'eau gravé dans la pierre

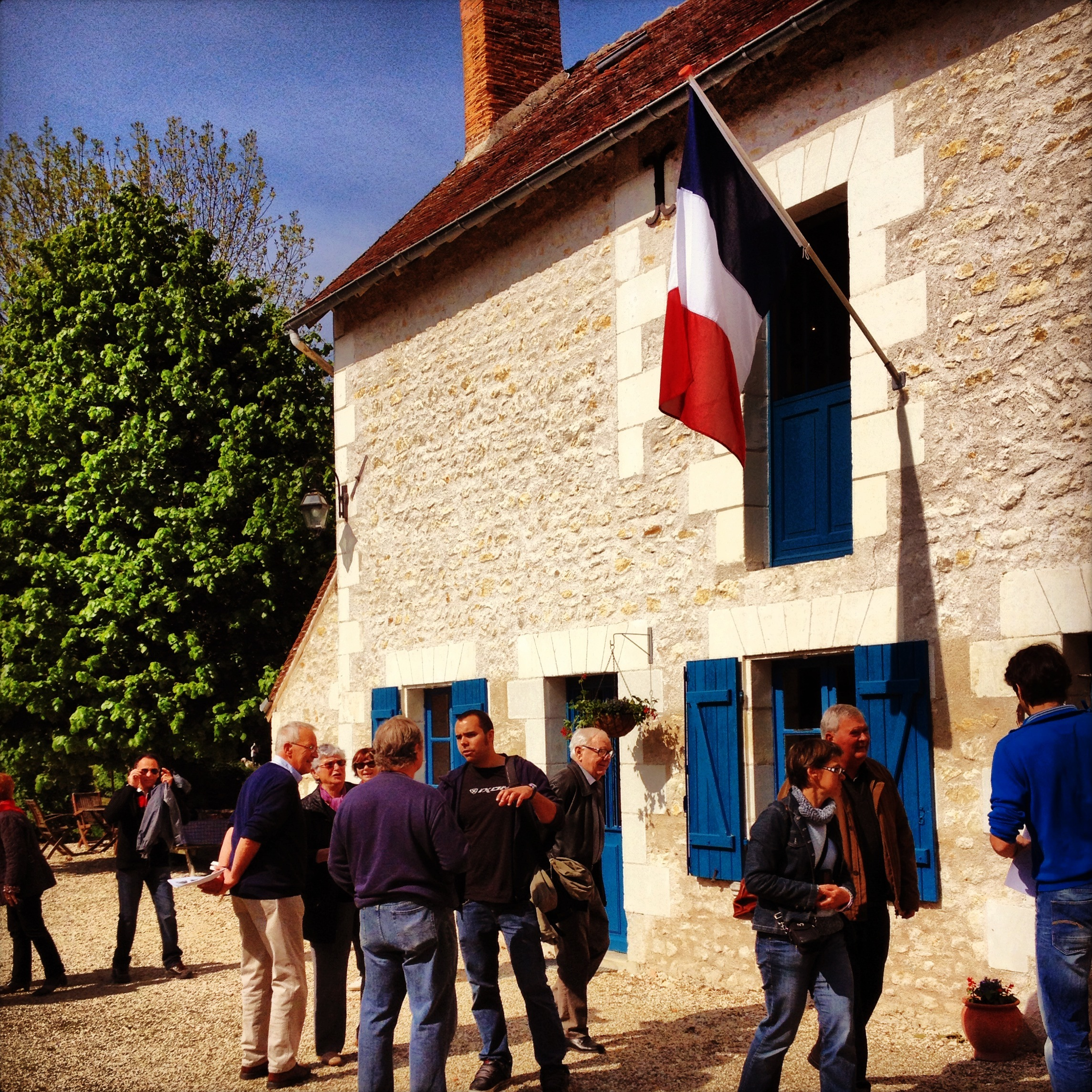
La Maison du Meunier
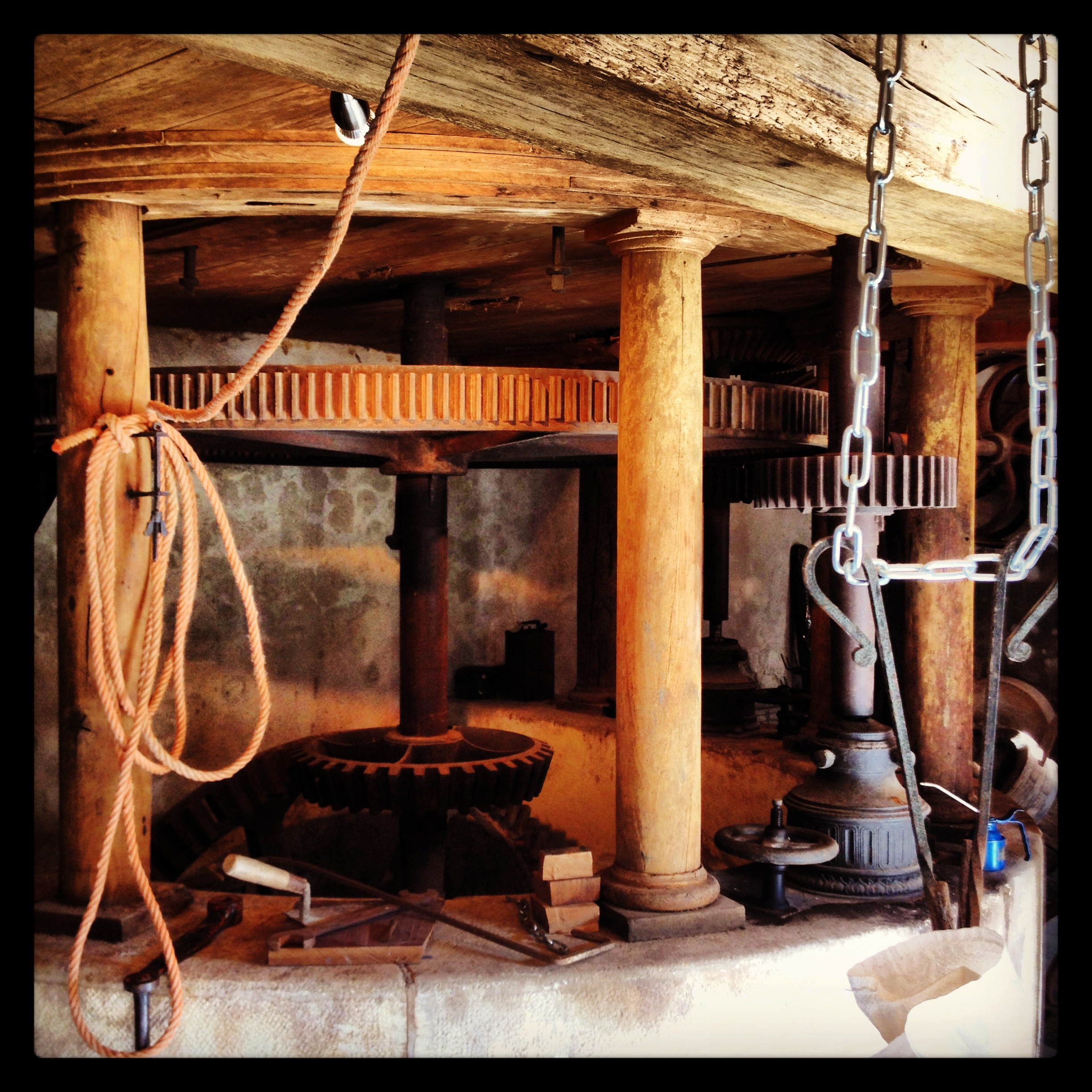
Mécanisme Hydraulique
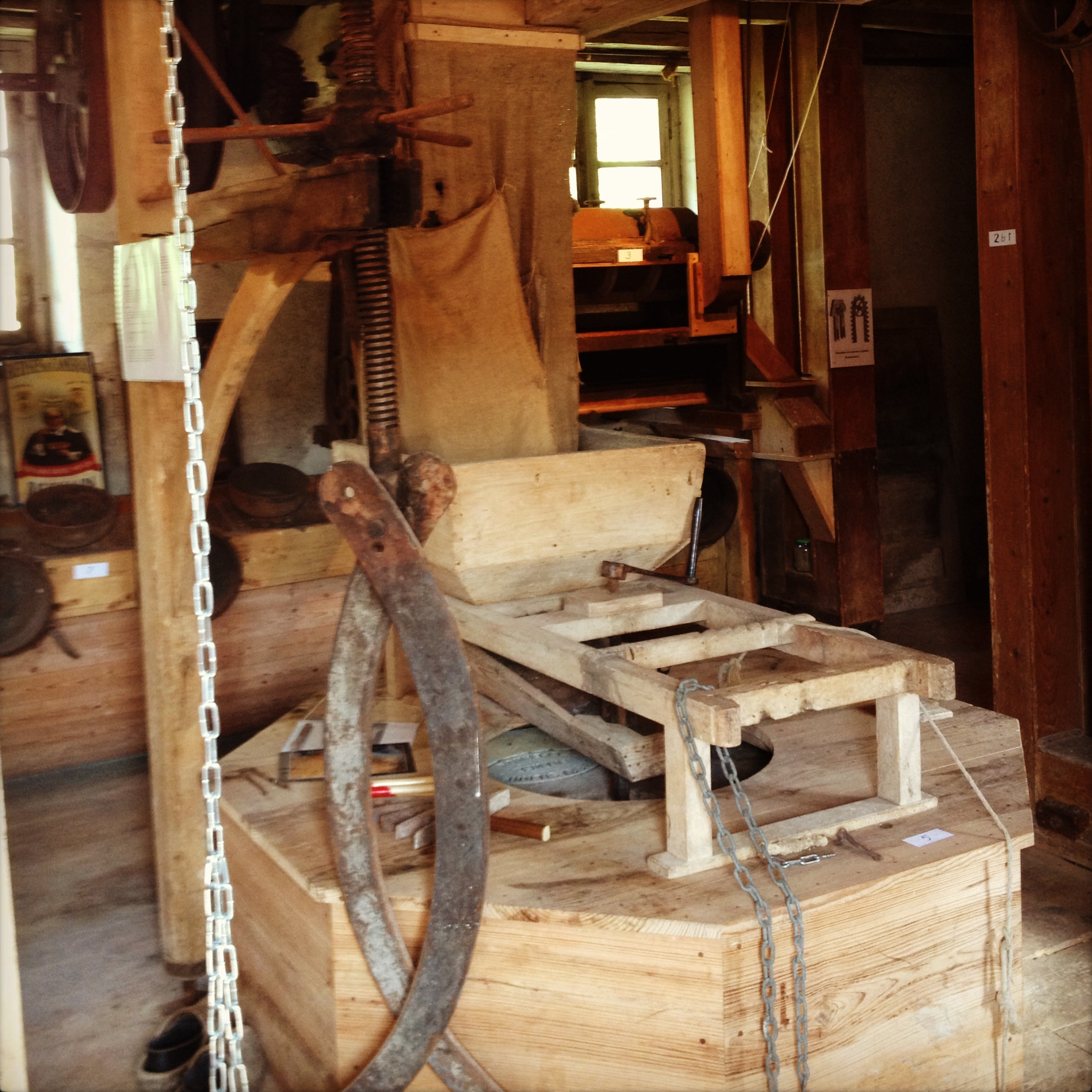
Les Meules
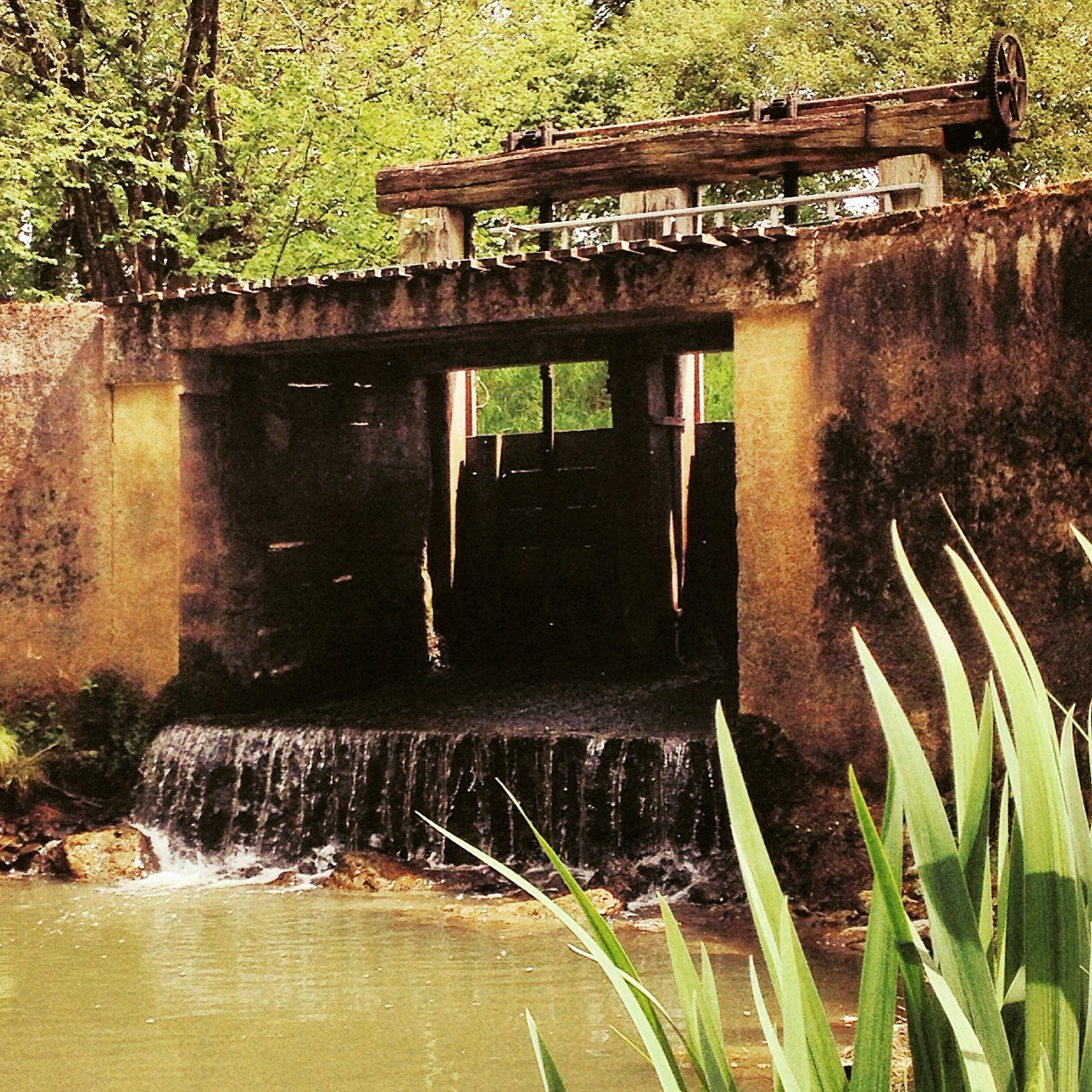
La Vanne